# Scaphytopius oinomaos
Scaphytopius oinomaos är en insektsart som beskrevs av Rauno E. Linnavuori 1973. Scaphytopius oinomaos ingår i släktet Scaphytopius och familjen dvärgstritar. Inga underarter finns listade i Catalogue of Life.